# Namak
Namak (persky دریاچه نمک قم‎ [Darjáče-je Namak]) je jezero-solná pánev (kavír) na západě pouště Dašt-e Kavír na hranici provincií Isfahán, Qom a Semnán v Íránu. Slanisko má rozlohu 4000 km², jezero 3000 km².

## Vodní režim
V zimě a na začátku jara, kdy je v řekách více vody se na dně slaniska vyváří mělké jezero nebo soustava jezer. Každý rok mají jiný tvar a jinou velikost.